# Ковель (локомотивное депо)
Локомотивное депо Ковель — локомотивное депо являющееся структурным подразделением Львовской железной дороги.
Депо размещается на станции Ковель, обслуживает перевозочный процесс на Ковельском железнодорожном узле.
Депо было основано при строительстве Киево-Брестской железной дороги, в 1870 году начались работы по строительству, в 1873 году депо было открыто. 15 августа 1873 года открылось движение поездов по станции Ковель.
В 1876 году в депо имелись 12 ремонтных стойл для паровозов. Обслуживало депо движение на Киево-Брестской и на Привислинской железных дорогах.

## Локомотивный парк
В депо приписаны тепловозы серий М62, 2М62, 2М62У и ЧМЭ3.